# Dietrich Lohff
Dietrich Lohff (* 9. Januar 1941 in Tauche; † 1. Oktober 2016 in Heidelberg) war ein deutscher Komponist.

## Leben
Dietrich Lohff wurde in Tauche im damaligen Landkreis Beeskow-Storkow in Brandenburg als Sohn eines Pfarrers geboren. Mit fünf Jahren erhielt Lohff den ersten Klavierunterricht, worauf kurze Zeit später erste Kompositionsversuche folgten.
Lohff studierte Kirchenmusik, Schulmusik und Germanistik in Heidelberg und Mannheim. Seine Kompositionslehrer waren Heinz Werner Zimmermann und Georg von Albrecht.
Nach dem Examen gründete er die Rockgruppe heaven on earth, die stilistisch etwa mit Gruppen wie Emerson, Lake and Palmer oder Gentle Giant vergleichbar war. Mit dieser Band tourte er in den Jahren 1969 bis 1974 durch Deutschland. Für diese Gruppe schrieb er die Mass in Rock. Später gründete er die ebenfalls im Progressive Rock angesiedelte Band Golem.
In den Jahren 1967 bis 1970 war er im Vorstand des Sozialistischen Deutschen Studentenbundes (SDS). Lohff war in dieser Zeit ebenfalls Herausgeber einer sozialistischen Schülerzeitschrift Die Rote Schülerpresse. Wegen dieser politischen Tätigkeit wurde Lohff zunächst mit Berufsverbot belegt, konnte aber ab 1970 wieder als Musiklehrer am privaten Boxberg-Gymnasium in Heidelberg arbeiten.
Dietrich Lohff war Stipendiat der Darmstädter Ferienkurse für neue Musik und des Richard Wagner Verbandes und erhielt mehrere Kompositionsaufträge.
Lohff schrieb zunächst überwiegend experimentelle Musik, wie zum Beispiel die Sakrophonie, optische Musik für einen kirchlichen Raum oder die Kantate Eintracht Frankfurt. Nach langer Schaffenspause wandte er sich allerdings von der experimentellen Musik ab und der tonalen, durch Rockmusik beeinflussten Musik zu.
Mit seinem Requiem für einen polnischen Jungen (nach Texten von Opfern des Faschismus) konnte er auch international große Erfolge verzeichnen. Dieses Werk wurde 1998 in sechs deutschen Städten gleichzeitig uraufgeführt, wobei die Aufführung durch die Meißner Kantorei 1961 in Dresden (unter der Leitung von Christfried Brödel) vom Mitteldeutschen Rundfunk mitgeschnitten wurde. Es folgten Konzerte in Österreich (in der Grazer Synagoge), in Polen und in den Niederlanden. Zu einer Feierstunde des Deutschen Bundestages im Jahr 1999 kamen Teile des Requiems mit dem Bonner Kammerchor unter der Leitung von Peter Henn zur Aufführung.
Am 1. Oktober 2016 starb Lohff in einem Heidelberger Krankenhaus.

## Kompositionen (Auswahl)
- Requiem für einen polnischen Jungen nach Texten von Opfern des Faschismus, Uraufführung 1998 in sechs deutschen Städten gleichzeitig, Aufführung 1999 in einer Feierstunde des Bundestages.
- Franz von Assisi, Kirchenmusical (2002).
- Luther, Opern-Oratorium, Uraufführung 2005 in Wittenberg.
- Von der Würde aller Menschen, Kantate (2008).
- Jochanaan, Oper, Uraufführung 2009 in Neckargemünd.
- Das Spiel von der Schnur Christi, Oratorium, Uraufführung 2013 in Mannheim.[3]
- Aller Augen warten auf dich, Kantate zum Erntedank für Soloinstrument, Chor und Orgel (Berlin 2013).